# Ebullioscòpia
L'ebulioscòpia és un mètode per a determinar la massa molecular d'un compost químic en dissolució a partir de l'observació experimental del punt d'ebullició d'aquesta.
La tècnica es basa en el fenomen de l'augment ebullioscòpic, o ascens ebullioscòpic, que és un augment que es produeix en el punt d'ebullició d'un dissolvent quan té dissolt un solut. L'equació de l'ascens ebullioscòpic es deu al químic francès François Marie Raoult i data del 1887.
on:
- ΔTb és la diferència entre la temperatura d'ebullició de la dissolució i la temperatura d'ebullició del dissolvent pur.
- kb és la constant ebullioscòpica, una constant que és característica del dissolvent.
- m és la molalitat del solut, és a dir els mols de solut per quilogram de dissolvent. La concentració s'expressa en molalitat perquè és més pràctic a l'hora de realitzar mesures, encara que per a ser precisos s'hauria d'expressar en funció de la fracció molar com ho demostrà Raoult.[2]

Conegudes les propietats del dissolvent, a partir de l'ascens ebullioscòpic es dedueix la molalitat i, a partir d'aquesta, si es coneix la massa del solut dissolta per quilogram de dissolvent, es pot obtenir la massa molecular del solut. Per dur a terme aquesta tècnica s'empren uns aparells, els ebullioscopis, que incorporen un termistor que permet apreciar fraccions molt petites de grau en la zona de la temperatura d'ebullició.
La massa molecular s'obté de la següent manera a partir de l'equació de Raoult:
on el subíndex 1 correspon al dissolvent i el 2 al solut. n₂ són el nombre de mols de solut, m₂ és la massa del solut expressada en grams, M₂ és la massa molecular del solut, i m1 és la massa del dissolvent en quilograms. Aïllant M₂ queda: